# 72 Feronia
A 72 Feronia a Naprendszer kisbolygóövében található aszteroida. Christian Heinrich Friedrich Peters fedezte fel 1861. május 29-én.